# Pașcani
Pașcani [ˈpaʃkanʲ] ist eine Stadt in Rumänien und liegt im Kreis Iași in der Region Moldau.

## Bevölkerung und Lage
Pașcani ist die zweitgrößte Stadt im Kreis Iași und liegt einem Tal des Flusses Siret ungefähr 76 Kilometer westlich der Kreishauptstadt Iași. Im Jahr 2003 hatte sie ungefähr 42.800 Einwohner. Pașcani ist Eisenbahnknoten mit Rangierbahnhof und Ausbesserungswerk an der Bahnstrecke Suceava–Roman.

## Geschichte
Im Jahr 1453 wurde die heutige Stadt erstmals urkundlich erwähnt. Als ein Dorf von Fronarbeitern erhielt sie ihren Namen nach einem Bojar Oana Pasca.
Auf Grund seiner guten Lage an der Hauptfurt über den Siret wurde Pașcani Mitte des 19. Jahrhunderts zu einer der wichtigsten Städte in der Moldau. Es wurden pro Jahr bis zu 21 Handelsmessen durchgeführt. Die 1869 erbaute Eisenbahnstrecke Tschernowitz-Roman begünstigte die Entwicklung der Stadt. Im Jahr 1896 wurde ein Arbeiterverein mit dem Namen CFR Union Club gegründet. Die Eisenbahnarbeiter unterstützten den Bauernaufstand von 1907 und beteiligten sich am Generalstreik der Eisenbahner 1933. Nachdem Pașcani während des Zweiten Weltkriegs fast komplett durch sowjetische Angriffe zerstört worden war wurde es ein industrielles Zentrum und wandelte sich zu einer modernen Stadt.

## Söhne und Töchter der Stadt
- Mihail Sadoveanu (1880–1961), Schriftsteller
- Willy Strehl (1881–1941), Schauspieler
- Ovidiu Varga (1913–1993), Komponist, Musikwissenschaftler und -pädagoge
- Octavian Nemescu (1940–2020), Komponist
- Corina Dănilă (* 1972), Schauspielerin
- Mihaela Petrilă (* 1991), Ruderin
- Mădălina Bereș (* 1993), Ruderin
- Amalia Bereș (* 1997), Ruderin

## Sehenswürdigkeiten
- Die Sfântii Voievozi-Kirche wurde im Jahr 1664 auf Veranlassung eines Schatzmeisters Iordache Cantacuzino errichtet. Im Jahre 1807 wurde sie erneuert. Sie repräsentiert den typischen Moldauer Architekturstil aus dem 17. Jahrhundert mit dem markanten, aus zwei Etagen bestehenden Kirchturm.
- Das Iordache Cantacuzino- oder Pașcani-Haus ist ein wieder aufgebautes bürgerliches zweistöckiges Haus aus dem 17. Jahrhundert. Der Steinturm hat eine markante Form, innen findet man viele gewölbte Räume.
- Das Denkmal im Stadtpark erinnert an den Bauernaufstand 1907 und an die Eisenbahnarbeiter, die diesen unterstützt haben.